# Lie-Gruppe
Eine Lie-Gruppe (auch Lie'sche Gruppe), benannt nach Sophus Lie, ist eine mathematische Struktur. Formal handelt es sich bei einer Lie-Gruppe um eine Gruppe, die auch eine differenzierbare Mannigfaltigkeit ist, sodass die Gruppenverknüpfung und Inversenbildung kompatibel mit der glatten Struktur sind, das bedeutet
{\displaystyle (g,b)\mapsto gb\;} und {\displaystyle \;g\mapsto g^{-1}}
sind glatte Funktionen.
Lie-Gruppen werden zur Beschreibung von kontinuierlichen Symmetrien verwendet.
Lie-Gruppen und Lie-Algebren wurden um 1870 von Sophus Lie in der Lie-Theorie zur Untersuchung von Symmetrien in Differentialgleichungen eingeführt. Unabhängig von Lie entwickelte Wilhelm Killing ähnliche Ideen zum Studium nichteuklidischer Geometrien. Die älteren Bezeichnungen stetige Gruppe oder kontinuierliche Gruppe für eine Lie-Gruppe beschreiben besser das, was man heute unter einer topologischen Gruppe versteht. Jede Lie-Gruppe ist auch eine topologische Gruppe.
Dieser Artikel behandelt (der üblichen Terminologie folgend) endlich-dimensionale Lie-Gruppen. Es gibt auch eine Theorie unendlich-dimensionaler Lie-Gruppen, beispielsweise Banach-Lie-Gruppen.
Lie-Gruppen sind in fast allen Teilen der heutigen Mathematik sowie in der theoretischen Physik, vor allem der Teilchenphysik, wichtige Werkzeuge.

## Erste Beispiele

Der Kreis mit Mittelpunkt 0 und Radius 1 in der komplexen Zahlenebene ist eine Lie-Gruppe mit komplexer Multiplikation.

Die Menge {\displaystyle \mathbb {C} ^{*}=\mathbb {C} \setminus \{0\}} der komplexen Zahlen ungleich 0 bildet mit der gewöhnlichen Multiplikation eine Gruppe {\displaystyle (\mathbb {C} ^{*},\cdot )}. Die Multiplikation ist eine differenzierbare Abbildung {\displaystyle m\colon \mathbb {C} ^{*}\times \mathbb {C} ^{*}\to \mathbb {C} ^{*}} definiert durch {\displaystyle m(x,y)=xy}. Auch die durch {\displaystyle i(z)=z^{-1}={\tfrac {1}{z}}} definierte Inversion {\displaystyle i\colon \mathbb {C} ^{*}\to \mathbb {C} ^{*}} ist differenzierbar. Die Gruppenstruktur der komplexen Ebene (bzgl. Multiplikation) ist also „mit der Differentialrechnung verträglich“. Dasselbe würde auch für die Gruppe {\displaystyle (\mathbb {C} ,+)} mit der Addition als Verknüpfung gelten: Dort ist {\displaystyle m(x,y)=x+y} und {\displaystyle i(x)=-x}.
Der Einheitskreis in der komplexen Zahlenebene, d. h. die Menge {\displaystyle S^{1}=\left\{z\in \mathbb {C} :|z|=1\right\}} der komplexen Zahlen vom Betrag 1, ist eine Untergruppe von {\displaystyle (\mathbb {C} ^{*},\cdot )}, die sogenannte Kreisgruppe: Das Produkt zweier Zahlen vom Betrag 1 hat wieder Betrag 1, ebenso das Inverse. Auch hier hat man eine „mit der Differentialrechnung verträgliche Gruppenstruktur“, d. h. eine Lie-Gruppe.
Andererseits bildet die Menge
{\displaystyle \operatorname {SO} (2)=\left\{{\begin{bmatrix}\cos \phi &\sin \phi \\-\sin \phi &\cos \phi \\\end{bmatrix}}:\phi \in \mathbb {R} \right\}}
der Drehmatrizen (Drehungen im {\displaystyle \mathbb {R} ^{2}}) eine Gruppe; die Multiplikation ist definiert durch
{\displaystyle {\begin{bmatrix}\cos \phi &\sin \phi \\-\sin \phi &\cos \phi \\\end{bmatrix}}{\begin{bmatrix}\cos \psi &\sin \psi \\-\sin \psi &\cos \psi \\\end{bmatrix}}={\begin{bmatrix}\cos(\phi +\psi )&\sin(\phi +\psi )\\-\sin(\phi +\psi )&\cos(\phi +\psi )\\\end{bmatrix}}}
und die Inversion durch
{\displaystyle {\begin{bmatrix}\cos \phi &\sin \phi \\-\sin \phi &\cos \phi \\\end{bmatrix}}^{-1}={\begin{bmatrix}\cos(-\phi )&\sin(-\phi )\\-\sin(-\phi )&\cos(-\phi )\\\end{bmatrix}}}.
Wenn man die Menge der {\displaystyle 2\times 2}-Matrizen auf naheliegende Weise mit dem {\displaystyle \mathbb {R} ^{4}} identifiziert, dann ist {\displaystyle \operatorname {SO} (2)} eine differenzierbare Untermannigfaltigkeit und man kann überprüfen, dass Multiplikation und Inversion differenzierbar sind, {\displaystyle \operatorname {SO} (2)} ist also eine Lie-Gruppe.
Es stellt sich heraus, dass es sich bei {\displaystyle \operatorname {SO} (2)} und {\displaystyle S^{1}} um „dieselbe“ Lie-Gruppe handelt, d. h., dass die beiden Lie-Gruppen isomorph sind. Man kann nämlich eine Abbildung {\displaystyle F\colon \operatorname {SO} (2)\rightarrow S^{1}} definieren, indem man {\displaystyle \left[{\begin{smallmatrix}\cos \phi &\sin \phi \\-\sin \phi &\cos \phi \\\end{smallmatrix}}\right]} auf die komplexe Zahl {\displaystyle \cos \phi +i\sin \phi } abbildet, welche auf dem Einheitskreis liegt. Dies ist ein Gruppen-Homomorphismus, denn
{\displaystyle F\left({\begin{bmatrix}\cos \phi &\sin \phi \\-\sin \phi &\cos \phi \\\end{bmatrix}}{\begin{bmatrix}\cos \psi &\sin \psi \\-\sin \psi &\cos \psi \\\end{bmatrix}}\right)=F\left({\begin{bmatrix}\cos(\phi +\psi )&\sin(\phi +\psi )\\-\sin(\phi +\psi )&\cos(\phi +\psi )\\\end{bmatrix}}\right)=}
{\displaystyle =\cos(\phi +\psi )+i\sin(\phi +\psi )=\cos \phi \cos \psi -\sin \phi \sin \psi +i(\sin \phi \cos \psi +\sin \psi \cos \phi )=}
{\displaystyle =(\cos \phi +i\sin \phi )(\cos \psi +i\sin \psi )=F\left({\begin{bmatrix}\cos \phi &\sin \phi \\-\sin \phi &\cos \phi \\\end{bmatrix}}\right)F\left({\begin{bmatrix}\cos \psi &\sin \psi \\-\sin \psi &\cos \psi \\\end{bmatrix}}\right)\,.}
Man kann nachprüfen, dass dieser Gruppen-Homomorphismus und seine Umkehrabbildung differenzierbar sind. {\displaystyle F} ist also ein Lie-Gruppen-Isomorphismus. Aus Sicht der Lie-Gruppen-Theorie sind die Gruppe der Drehmatrizen und der Einheitskreis dieselbe Gruppe.
Eine wichtige Motivation der Lie-Gruppen-Theorie besteht darin, dass man für Lie-Gruppen eine Lie-Algebra definieren kann und sich viele gruppentheoretische oder auch differentialgeometrische Probleme auf das entsprechende Problem in der Lie-Algebra zurückführen und dort lösen lassen. („Lineare Algebra ist einfacher als Gruppentheorie“.) Zur Definition der Lie-Algebra benötigt man die Differenzierbarkeit und die Verträglichkeit der Gruppenoperationen mit dieser.
Für die {\displaystyle S^{1}} ist die Lie-Algebra die imaginäre Achse {\displaystyle i\mathbb {R} } mit der trivialen Lie-Klammer. Die Trivialität der Lie-Klammer rührt in diesem Fall daher, dass {\displaystyle S^{1}} eine abelsche Lie-Gruppe ist. Die Lie-Algebra der {\displaystyle \operatorname {SO} (2)} ist
{\displaystyle \mathrm {so} (2)=\left\{{\begin{bmatrix}0&\phi \\-\phi &0\\\end{bmatrix}}:\phi \in \mathbb {R} \right\}}
mit der trivialen Lie-Klammer und man sieht leicht, dass diese beiden Lie-Algebren isomorph sind. (Allgemein entsprechen isomorphe Lie-Gruppen stets isomorphen Lie-Algebren.)

## Definitionen

### Lie-Gruppe
Eine Lie-Gruppe ist eine glatte reelle Mannigfaltigkeit, die zusätzlich die Struktur einer Gruppe besitzt, so dass die Gruppenverknüpfung
{\displaystyle (a,b)\mapsto ab}
und die Inversion
{\displaystyle a\mapsto a^{-1}}
beliebig oft differenzierbar sind. Die Dimension der Lie-Gruppe ist die Dimension der unterliegenden Mannigfaltigkeit. Die unterliegende Mannigfaltigkeit einer Lie-Gruppe trägt sogar eine reell-analytische Struktur und die Gruppenmultiplikation und Inversion sind automatisch (reell-)analytische Funktionen.
Eine komplexe Lie-Gruppe ist eine komplexe Mannigfaltigkeit mit einer Gruppenstruktur, so dass die Gruppenverknüpfung und die Inversion komplex differenzierbar sind.

### Lie-Algebra der Lie-Gruppe
Zu jeder Lie-Gruppe {\displaystyle G} können wir eine Lie-Algebra assoziieren, diese besteht aus einem Vektorraum {\displaystyle {\mathfrak {g}}} zusammen mit den Lie-Klammern {\displaystyle [\cdot ,\cdot ]:{\mathfrak {g}}\times {\mathfrak {g}}\to {\mathfrak {g}}}. Als Vektorraum nehmen wir hierfür den Tangentialraum {\displaystyle {\mathfrak {g}}:=T_{e}G} der Lie-Gruppe im neutralen Element {\displaystyle e}. Um die Lie-Klammern zu definieren, brauchen wir zuerst die {\displaystyle \operatorname {ad} }-Operation.

#### Adjungierte Darstellung und Herleitung der Lie-Klammern
Betrachte die Konjugation
{\displaystyle c_{g}:G\to G,\quad h\mapsto ghg^{-1},\quad \forall h\in G,}
und die Gruppenaktion der Lie-Gruppe auf sich selber
{\displaystyle C:G\to Aut(G),\quad g\mapsto c_{g}.}
Sei nun {\displaystyle D_{e}} der Differentialoperator an der Stelle {\displaystyle e}. Die {\displaystyle \operatorname {Ad} _{g}}-Operation ist nun definiert als die Ableitung von {\displaystyle c_{g}} an der Stelle {\displaystyle e}
{\displaystyle \operatorname {Ad} _{g}:T_{e}G\to T_{c_{g}(e)}G,\quad x\mapsto \operatorname {Ad} _{g}(x):=(D_{e}c_{g})(x),\quad x\in T_{e}G}
Da das neutrale Element invariant unter {\displaystyle c_{g}} ist, das bedeutet {\displaystyle c_{g}(e)=e}, ist {\displaystyle \operatorname {Ad} _{g}} eine Operation des Tangentialraumes {\displaystyle {\mathfrak {g}}=T_{e}G}  des neutralen Elementes in sich selber
{\displaystyle \operatorname {Ad} _{g}:{\mathfrak {g}}\to {\mathfrak {g}}.}
Folglich erhalten wir die Darstellung {\displaystyle \operatorname {Ad} } definiert durch
{\displaystyle \operatorname {Ad} :G\to GL({\mathfrak {g}}),\quad g\mapsto \operatorname {Ad} _{g},\qquad \forall g\in G}
Nun definieren wir die Ableitung von {\displaystyle \operatorname {Ad} }
{\displaystyle \operatorname {ad} :{\mathfrak {g}}\to {\mathfrak {gl}}({\mathfrak {g}}),\quad x\mapsto D_{e}\operatorname {Ad} _{x}.}
Die Lie-Klammern sind dann definiert durch
{\displaystyle [X,Y]:=\operatorname {ad} _{X}(Y),\quad X,Y\in {\mathfrak {g}}.}

#### Weiteres
Die Vektorfelder auf einer glatten Mannigfaltigkeit {\displaystyle M} bilden mit der Lie-Klammer eine unendlich-dimensionale Lie-Algebra.
Die zu einer Lie-Gruppe {\displaystyle G} gehörende Lie-Algebra {\displaystyle {\mathfrak {g}}} besteht aus dem Unterraum der links-invarianten Vektorfelder auf {\displaystyle G}. Dieser Vektorraum ist isomorph zum Tangentialraum {\displaystyle T_{e}G} am neutralen Element {\displaystyle e} von {\displaystyle G}. Insbesondere gilt also {\displaystyle \dim G=\dim {\mathfrak {g}}}. Bezüglich der Lie-Klammer {\displaystyle [\cdot ,\cdot ]} ist der Vektorraum {\displaystyle {\mathfrak {g}}} abgeschlossen. Somit ist der Tangentialraum einer Lie-Gruppe {\displaystyle G} am neutralen Element eine Lie-Algebra. Diese Lie-Algebra nennt man die Lie-Algebra der Lie-Gruppe {\displaystyle G}.
Zu jeder Lie-Gruppe {\displaystyle G} mit Lie-Algebra {\displaystyle {\mathfrak {g}}} gibt es eine Exponentialabbildung {\displaystyle \exp \colon {\mathfrak {g}}\rightarrow G}. Diese Exponentialabbildung kann man definieren durch {\displaystyle \exp(A)=\Phi _{1}(e)}, wobei {\displaystyle \Phi _{t}} der Fluss des links-invarianten Vektorfelds {\displaystyle A} und {\displaystyle e\in G} das neutrale Element ist. Falls {\displaystyle G} eine abgeschlossene Untergruppe der {\displaystyle \mathrm {GL} (n,\mathbb {R} )} oder {\displaystyle \mathrm {GL} (n,\mathbb {C} )} ist, so ist die so definierte Exponentialabbildung identisch mit der Matrixexponentialfunktion.
Jedes Skalarprodukt auf {\displaystyle T_{e}G={\mathfrak {g}}} definiert eine {\displaystyle G}-links-invariante Riemannsche Metrik auf {\displaystyle G}. Im Spezialfall, dass diese Metrik zusätzlich auch rechtsinvariant ist, stimmt die Exponentialabbildung der Riemannschen Mannigfaltigkeit {\displaystyle G} am Punkt {\displaystyle e} mit der Lie-Gruppen-Exponentialabbildung überein.
Den Zusammenhang zwischen der Multiplikation in der Lie-Gruppe und der Lie-Klammer in ihrer Lie-Algebra stellt die Baker-Campbell-Hausdorff-Formel her:
{\displaystyle \exp(u)\exp(v)=\exp \left(u+v+{\frac {1}{2}}[u,v]+{\frac {1}{12}}[[u,v],v]-{\frac {1}{12}}[[u,v],u]-\dotsb \right)}

### Lie-Gruppen-Homomorphismus
Ein Homomorphismus von Lie-Gruppen {\displaystyle G,H} ist ein Gruppenhomomorphismus {\displaystyle f\colon G\to H}, der zugleich eine glatte Abbildung ist. Man kann zeigen, dass dies bereits dann der Fall ist, wenn {\displaystyle f} stetig ist, und dass {\displaystyle f} dann sogar analytisch sein muss.
Zu jedem Lie-Gruppen-Homomorphismus {\displaystyle f\colon G\to H} bekommt man durch Differentiation im neutralen Element {\displaystyle e\in G} einen Lie-Algebren-Homomorphismus {\displaystyle \pi \colon {\mathfrak {g}}\to {\mathfrak {h}}}. Es gilt
{\displaystyle f(\exp(X))=\exp(\pi (X))}
für alle {\displaystyle X\in {\mathfrak {g}}}.
Falls {\displaystyle G} und {\displaystyle H} einfach zusammenhängend sind, entspricht jeder Lie-Algebren-Homomorphismus eindeutig einem Lie-Gruppen-Homomorphismus.
Ein Isomorphismus von Lie-Gruppen ist ein bijektiver Lie-Gruppen-Homomorphismus.

### Lie-Untergruppe
Sei {\displaystyle G} eine Lie-Gruppe. Eine Lie-Untergruppe {\displaystyle H} ist eine Untergruppe von {\displaystyle G} zusammen mit einer Topologie und einer glatten Struktur, die diese Untergruppe wieder zu einer Lie-Gruppe macht.
Lie-Untergruppen sind also im Allgemeinen keine eingebetteten Untermannigfaltigkeiten, sondern nur injektiv immersierte Untermannigfaltigkeiten. Ist jedoch {\displaystyle H\subset G} eine eingebettete topologische Untergruppe mit der Struktur einer eingebetteten Untermannigfaltigkeit, dann ist {\displaystyle H} auch eine Lie-Gruppe.

## Beispiele
1. Typische Beispiele sind die allgemeine lineare Gruppe {\displaystyle \operatorname {GL} (n,\mathbb {R} )=\left\{A\in \mathrm {Mat} _{n}(\mathbb {R} ):\det(A)\not =0\right\}}, also die Gruppe der invertierbaren Matrizen mit der Matrizenmultiplikation als Verknüpfung, sowie deren abgeschlossene Untergruppen, zum Beispiel die Kreisgruppe oder die Gruppe SO(3) aller Drehungen im dreidimensionalen Raum. Weitere Beispiele für Untergruppen der allgemeinen linearen Gruppe sind die
  - Orthogonale Gruppe {\displaystyle \mathrm {O} (n)=\{A\in \mathrm {GL} (n,\mathbb {R} ):AA^{T}=I_{n}\}} und die spezielle orthogonale Gruppe {\displaystyle \mathrm {SO} (n)=\left\{A\in \mathrm {O} (n):\det(A)=1\right\}}, siehe dazu die Behandlung als Lie-Gruppe
  - Allgemeine komplex-lineare Gruppe {\displaystyle \mathrm {GL} (n,\mathbb {C} )}, die zur abgeschlossenen Untergruppe {\displaystyle \left\{A\in \mathrm {GL} (2n,\mathbb {R} ):AJ=JA\right\}} mit {\displaystyle J=\left[{\begin{smallmatrix}0&I_{n}\\-I_{n}&0\\\end{smallmatrix}}\right]} isomorph ist
  - Unitäre Gruppe {\displaystyle \mathrm {U} (n)=\{A\in \mathrm {GL} (n,\mathbb {C} ):A{\overline {A}}^{T}=I_{n}\}}
  - Spezielle unitäre Gruppe {\displaystyle \mathrm {SU} (n)=\{A\in \mathrm {U} (n):\det(A)=1\}}
  - Spezielle lineare Gruppe {\displaystyle \mathrm {SL} (n,\mathbb {R} )=\left\{A\in \mathrm {GL} (n,\mathbb {R} ):\det(A)=1\right\}} bzw. {\displaystyle \mathrm {SL} (n,\mathbb {C} )=\left\{A\in \mathrm {GL} (n,\mathbb {C} ):\det(A)=1\right\}}
2. Die Affine Gruppe {\displaystyle \mathrm {AGL} _{n}(\mathbb {R} )} und als Untergruppe die Euklidische Gruppe
3. Poincaré-Gruppe
4. Galilei-Gruppe
5. Der Euklidische Raum {\displaystyle \mathbb {R} ^{n}} mit der Vektoraddition als Gruppenoperation ist eine einigermaßen triviale reelle Lie-Gruppe ({\displaystyle \mathbb {R} ^{n}} als {\displaystyle n}-dimensionale Mannigfaltigkeit im {\displaystyle \mathbb {R} ^{n}}).

Für abgeschlossene Untergruppen {\displaystyle G\subseteq \mathrm {GL} (n,\mathbb {R} )} kann man die Lie-Algebra definieren als {\displaystyle {\mathfrak {g}}=\{A\in \mathrm {Mat} _{n}(\mathbb {R} ):\forall t\in \mathbb {R} \,e^{tA}\in G\}} und dies ist äquivalent zu obiger Definition. Hierbei bezeichnet {\displaystyle e^{tA}} das Matrixexponential. In diesem Fall stimmt die Exponentialabbildung {\displaystyle \exp \colon {\mathfrak {g}}\rightarrow G} mit dem Matrixexponential überein.
Nicht jede Lie-Gruppe ist isomorph zu einer Untergruppe einer allgemeinen linearen Gruppe. Ein Beispiel hierfür ist die universelle Überlagerung von SL(2,R).

## Frühgeschichte
Gemäß den maßgebenden Quellen über die Frühgeschichte der Lie-Gruppen betrachtete Sophus Lie selbst den Winter 1873–1874 als Geburtsdatum seiner Theorie der stetigen Gruppen.
Hawkins schlägt jedoch vor, dass es „Lies erstaunliche Forschungsaktivität während der vierjährigen Periode von Herbst 1869 bis Herbst 1873“ war, die zur Schaffung jener Theorie führte. Viele von Lies frühen Ideen wurden in enger Zusammenarbeit mit Felix Klein entwickelt. Lie sah Klein von Oktober 1869 bis 1872 täglich: in Berlin von Ende Oktober 1869 bis Ende Februar 1870 und in Paris, Göttingen und Erlangen in den folgenden zwei Jahren. Lie gibt an, dass alle Hauptresultate im Jahr 1884 erzielt worden seien. Jedoch wurden während der 1870er alle seine Abhandlungen (bis auf die allererste Mitteilung) in norwegischen Fachzeitschriften veröffentlicht, was eine Wahrnehmung im Rest Europas verhinderte.
Im Jahr 1884 arbeitete der junge deutsche Mathematiker Friedrich Engel zusammen mit Lie an einer systematischen Abhandlung über dessen Theorie der stetigen Gruppen. Aus diesen Bemühungen ging das dreibändige Werk Theorie der Transformationsgruppen hervor, dessen Bände in den Jahren 1888, 1890, und 1893 veröffentlicht wurden.
Hilberts fünftes Problem fragte, ob jede lokal euklidische topologische Gruppe eine Lie-Gruppe ist. („lokal euklidisch“ meint, dass die Gruppe eine Mannigfaltigkeit sein soll. Es gibt topologische Gruppen, die keine Mannigfaltigkeiten sind, zum Beispiel die Cantor-Gruppe oder Solenoide.) Das Problem wurde erst 1952 von Gleason, Montgomery und Zippin gelöst, mit einer positiven Antwort. Der Beweis hängt eng mit der Strukturtheorie der lokalkompakten Gruppen zusammen, welche eine weite Verallgemeinerung der Lie-Gruppen bilden.
Lies Ideen waren nicht isoliert vom Rest der Mathematik. In der Tat war sein Interesse an der Geometrie von Differentialgleichungen zunächst motiviert durch die Arbeit von Carl Gustav Jacobi
über die Theorie der partiellen Differentialgleichungen erster Ordnung und die Gleichungen der klassischen Mechanik. Ein Großteil der Arbeiten Jacobis wurde in den 1860ern postum veröffentlicht, was in Frankreich und Deutschland ein enormes Interesse erzeugte. Lies idée fixe war es eine Theorie der Symmetrie von Differentialgleichungen zu entwickeln, die für diese bewerkstelligen sollte, was Évariste Galois für algebraische Gleichungen erreicht hatte: nämlich sie mit Hilfe der Gruppentheorie zu klassifizieren. Zusätzlicher Antrieb zur Betrachtung stetiger Gruppen entstand durch Ideen Bernhard Riemanns zu den Grundlagen der Geometrie und deren Entwicklung durch Klein (s. auch Erlanger Programm).
Somit wurden drei Hauptthemen der Mathematik des 19. Jahrhunderts durch Lie in der Schaffung seiner neuen Theorie vereint:
- die Idee der Symmetrie, wie sie durch Galois’ Idee einer Gruppe erklärt wird,
- die geometrische Theorie und explizite Lösung der Differentialgleichungen der Mechanik, wie sie von Poisson und Jacobi ausgearbeitet wurde und
- das neue Verständnis der Geometrie, das durch die Arbeiten Plückers, Möbius’, Graßmanns und anderer entstanden war und das seinen Höhepunkt in Riemanns revolutionärer Vision dieses Gegenstandes erreichte.

Auch wenn Sophus Lie heute rechtmäßig als der Schöpfer der Theorie der stetigen Gruppen betrachtet wird, wurde ein großer Fortschritt in der Entwicklung der zugehörigen Strukturtheorie, die einen tiefgehenden Einfluss auf die nachfolgende Entwicklung der Mathematik hatte, durch Wilhelm Killing erbracht, der 1888 den ersten Artikel einer Serie mit dem Titel Die Zusammensetzung der stetigen endlichen Transformationsgruppen veröffentlichte.
Die Arbeit Killings, die später durch Élie Cartan verfeinert wurde, führte zur Klassifikation der halbeinfachen Lie-Algebren, Cartans Theorie der symmetrischen Räume und Hermann Weyls Beschreibung der Darstellungen der kompakten und halbeinfachen Lie-Gruppen durch Gewichte.
Weyl brachte die frühe Periode in der Entwicklung der Theorie der Lie-Gruppen zur Reife, indem er nicht nur die irreduziblen Darstellungen halbeinfacher Lie-Gruppen klassifizierte und die Theorie der Gruppen mit der neu entstandenen Quantenmechanik in Verbindung brachte, sondern indem er auch Lies Theorie ein solideres Fundament dadurch verlieh, dass er klar zwischen Lies infinitesimalen Gruppen (den heutigen Lie-Algebren) und den eigentlichen Lie-Gruppen unterschied und die Untersuchung der Topologie der Lie-Gruppen begann. Die Theorie der Lie-Gruppen wurde systematisch in zeitgemäßer mathematischer Sprache in einer Monographie von Claude Chevalley ausgearbeitet.

## Differentialgeometrie von Lie-Gruppen
Sei {\displaystyle G} eine kompakte Lie-Gruppe mit Killingform {\displaystyle B} und adjungierter Darstellung {\displaystyle Ad}. Dann definiert {\displaystyle -B} ein {\displaystyle Ad}-invariantes Skalarprodukt auf der Lie-Algebra {\displaystyle {\mathfrak {g}}} und damit eine bi-invariante Riemannsche Metrik auf {\displaystyle G}. Für diese Metrik gelten folgende Formeln, die differentialgeometrische Größen mittels linearer Algebra (Berechnung von Kommutatoren in {\displaystyle {\mathfrak {g}}}) zu bestimmen erlauben:
- Levi-Civita-Zusammenhang: {\displaystyle \nabla _{X}Y={\frac {1}{2}}\left[X,Y\right]}
- Schnittkrümmung: {\displaystyle K(X,Y)={\frac {1}{4}}\|\left[X,Y\right]\|^{2}} für orthonormale {\displaystyle X,Y}
- Ricci-Krümmung: {\displaystyle Ric(X)={\frac {1}{4}}\sum _{i=2}^{n}\|\left[X,e_{i}\right]\|^{2}} für eine Orthonormalbasis mit {\displaystyle X=e_{1}}
- Skalarkrümmung: {\displaystyle Scal={\frac {1}{4}}\sum _{i,j=1}^{n}\|\left[e_{i},e_{j}\right]\|^{2}} für eine Orthonormalbasis.

Insbesondere ist die Schnittkrümmung bi-invarianter Metriken auf kompakten Lie-Gruppen stets nichtnegativ.

## Klassifikationsmöglichkeiten
Jede Lie-Gruppe ist eine topologische Gruppe. Somit besitzt eine Lie-Gruppe auch eine topologische Struktur und kann nach topologischen Attributen klassifiziert werden: Lie-Gruppen können beispielsweise zusammenhängend, einfach-zusammenhängend oder kompakt sein.
Man kann Lie-Gruppen auch nach ihren algebraischen, gruppentheoretischen Eigenschaften klassifizieren. Lie-Gruppen können einfach, halbeinfach, auflösbar, nilpotent oder abelsch sein. Dabei ist zu beachten, dass gewisse Eigenschaften in der Theorie der Lie-Gruppen anders definiert werden als sonst in der Gruppentheorie üblich: So nennt man eine zusammenhängende Lie-Gruppe einfach oder halbeinfach, wenn ihre Lie-Algebra einfach oder halbeinfach ist. Eine einfache Lie-Gruppe G ist dann im gruppentheoretischen Sinne nicht notwendigerweise einfach. Es gilt aber:
Ist G eine einfache Lie-Gruppe mit Zentrum Z, dann ist die Faktorgruppe G/Z auch einfach im gruppentheoretischen Sinne.
Auch die Eigenschaften nilpotent und auflösbar definiert man meist über die entsprechende Lie-Algebra.
Halbeinfache komplexe Lie-Algebren werden über ihre Dynkin-Diagramme klassifiziert. Weil jede Lie-Algebra die Lie-Algebra einer eindeutigen einfach zusammenhängenden Lie-Gruppe ist, bekommt man daraus eine Klassifikation der einfach zusammenhängenden halbeinfachen komplexen Lie-Gruppen (und damit also eine Klassifikation der universellen Überlagerungen von Komplexifierungen beliebiger halbeinfacher reeller Lie-Gruppen).

## Verallgemeinerungen (und verwandte Theorien)
Man kann die hier vorgestellte Theorie der (endlich-dimensionalen, reellen oder komplexen) Lie-Gruppen auf vielfältige Weise verallgemeinern:
- Wenn man statt endlich-dimensionalen Mannigfaltigkeiten unendlich-dimensionale Mannigfaltigkeiten zulässt, die über einem Hilbertraum, einem Banachraum, einem Fréchetraum bzw. einem lokalkonvexen Raum modelliert sind, so erhält man je nachdem Hilbert-Lie-Gruppen, Banach-Lie-Gruppen, Frechet-Lie-Gruppen, bzw. lokalkonvexe Lie-Gruppen. Die Theorie von Hilbert-Lie-Gruppen und Banach-Lie-Gruppen sind noch vergleichsweise ähnlich zur endlich-dimensionalen Theorie, aber für allgemeinere Räume wird die Sache deutlich komplizierter, da die Differentialrechnung in solchen Räumen komplizierter wird. Insbesondere gibt es mehrere nicht-äquivalente Theorien für solche Differentialrechnungen. Jede unendlich-dimensionale Lie-Gruppe besitzt eine (ebenfalls unendlich-dimensionale) Lie-Algebra.
- Wenn man statt reeller und komplexer Zahlen andere topologische Körper erlaubt, so erhält man z. B. {\displaystyle p}-adische Lie-Gruppen. Auch hier ist es möglich, jeder solchen Lie-Gruppe eine Lie-Algebra zuzuordnen, diese ist dann natürlich auch über einem anderen Grundkörper definiert.
- Wenn man die Klasse der (endlich-dimensionalen, reellen) Lie-Gruppen bezüglich projektiver Limites abschließt, erhält man die Klasse der Pro-Lie-Gruppen, die insbesondere alle zusammenhängenden lokalkompakten Gruppen enthält. Auch jede solche Gruppe besitzt eine Lie-Algebra, die als projektiver Limes von endlich-dimensionalen Lie-Algebren entsteht.
- Keine Verallgemeinerung, aber ein ähnliches Konzept erhält man, wenn man keine glatten Mannigfaltigkeiten, sondern algebraische Varietäten mit einer verträglichen Gruppenstruktur betrachtet. Das führt zur Theorie der Algebraischen Gruppen, die viele Gemeinsamkeiten mit der Theorie der Lie-Gruppen besitzt. Insbesondere besitzt auch jede algebraische Gruppe eine dazugehörige Lie-Algebra. Auch die endlichen Gruppen vom Lie-Typ gehören in diese Kategorie.